# آدریانو میراندا
آدریانو میراندا دی کاروالیو (به پرتغالی: Adriano Miranda de Carvalho) هافبک اهل برزیل است که در شهر بلم و در تاریخ ۲۲ ژوئن ۱۹۸۹ به دنیا آمده‌است.
آدریانو میراندا دی کاروالیو در تیم‌های فوتبال Clube do Remo سابقهٔ حضور دارد.